# Médaille du siège d'Anvers
La médaille du siège d’Anvers est une médaille commémorative française.
Elle commémore le siège de la citadelle d'Anvers en 1832.